# 제니퍼 애스펀
제니퍼 애스펀(Jennifer Aspen, 1973년 10월 9일 ~ )은 미국의 배우이다.

## 출연 작품
- 히스 시크릿 패밀리 (2015)
- 노웨어 걸 (2013)
- 걸 Vs. 몬스터 (2012)
- 굿 크리스찬 벨 (2011)
- 대답없는 기도 (2010)
- 글리 시즌1 (2009)
- 스트럭 (2008)
- 프로릭 (2007)
- 클로저 (2005)
- 더 랜치 (2004)
- 법원 (2002)
- 바닐라 스카이 (2001)
- CSI 라스베가스 시즌1 (2000)
- 체인징 하빗 (1997)
- 썸타임 데이 컴 백 2 (1996)
- 프렌즈 (1994)